# 原始戰記
《原始戰記》（英語：Genndy Tartakovsky's Primal）是一部美國成人動畫動作冒險影集，由格恩迪·塔塔科夫斯基為卡通频道工作室主導和創作的Adult Swim深夜節目作品，講述一名穴居人與一頭暴龍搭檔冒險的故事。本劇集結奇幻、恐怖、動作和冒險元素於一身，首季2019年10月8日在Adult Swim首播，共10集，上半部在首播當週每天播出，2020年10月4日播出下半部。2019年11月21日，前四集剪輯電影《原始戰記：野蠻故事》（Primal: Tales of Savagery）在比佛利山的倫敦西好萊塢（London West Hollywood）放映。此版本呈交第92屆奧斯卡金像獎類別，但未獲得提名。2020年8月，官方宣佈續訂第二季，同樣共10集，並於2022年7月22日首播。在第二季大結局和矛與牙的故事線結束後，塔塔科夫斯基證實，第三季起改成詩選劇模式。
評論家普遍對該動畫給予讚賞，特別肯定動畫製作、節奏和剪輯以及敘事手法。《原始戰記》令分鏡師塔塔科夫斯基、藝術總監史考特·威爾斯（Scott Wills）和角色設計師史蒂芬·德斯特法諾贏得了黃金時段艾美獎動畫節目最佳個人成就。

## 故事概述
故事背景設定於時代混雜的奇幻史前時代，一名穴居人與一頭暴龍同樣擁有悲慘的經歷，他們搭檔在這險惡的世界中旅行，一路碰上各種奇聞軼事並與兇悍的敵人戰鬥。

## 角色
相較於格恩迪·塔塔科夫斯基的其他電視動畫有各種角色，《原始戰記》僅以兩名主角碰上各種不同的物種及部落展開劇情。塔塔科夫斯基表示，雖然該劇是奇幻作品，但當中的動物取材於真實的史前動物、神話生物以及製作方自創的生物。兩名主角的名字在製作簡歷和字幕中透露。

### 主要
- 矛（亞倫·拉普蘭特配音）：尼安德特穴居人，因一群有角暴龍而失去妻小，儘管克服了自殺衝動，但仍在學習如何應對這種損失。最後與牙建立了深厚的友誼，願意犧牲自身來保護她。
- 牙：中型雌性暴龍，與矛一樣因有角暴龍而失去兩個孩子，之後自行找上矛搭檔。起初我行我素，但最終學會與矛合作，成為對方堅實的夥伴。

### 常駐
- 矛的家人：由矛的配偶、兒子和女兒組成。在第一集中被吞噬，但仍以幻像及閃回（英语：Flashback (narrative)）中再次登場。
- 米拉（拉媞夏·艾朵（英语：Laëtitia Eïdo）配音）：努比亚人，戰士氏族奴役的人類，與矛和牙成為盟友。

## 集數
| 季數 | 集数 | 集数 | 首播日期      | 首播日期       |
| 季數 | 集数 | 集数 | 首映          | 季终           |
| ---- | ---- | ---- | ------------- | -------------- |
| 1    | 10   | 5    | 2019年10月8日 | 2019年10月12日 |
| 1    | 10   | 5    | 2020年10月4日 | 2020年11月1日  |
| 2    | 10   | 10   | 2022年7月22日 | 2022年9月16日  |

### 第一季（2019-2020年）
| 第1部 |    |              |                                      |                                                                  |                        |       |
| 1 | 1  | 矛與牙       | 格恩迪·塔塔科夫斯基                  | 格恩迪·塔塔科夫斯基                                              | 2019年10月8日          | 0.538 |
| 穴居人「矛」在河邊捕魚時從恐鱷生物的口中險些逃脫，但回家後發現妻子、兒子和女兒慘遭有角暴龍吞噬。心煩意亂的他考慮自殺，但仍決定報復。矛發現疑似殺死家人的有角暴龍身影並追著對方至灌木叢中，但卻發現一隻帶著兩隻幼崽的暴龍「牙」；兩隻小暴龍令矛心軟，突然幾隻有角暴龍現身攻擊。雖然矛與牙殺死了兩隻敵人，但龐大的領袖種卻吃掉了牙的孩子們。矛和牙殺死領袖種，但牙因失去孩子而難過。矛獨自離去，但牙跟了上來，兩人決定一起旅行。 |    |              |                                      |                                                                  |                        |       |
| 2 | 2  | 蛇之河       | 格恩迪·塔塔科夫斯基                  | 達里克·巴赫曼＆格恩迪·塔塔科夫斯基                               | 2019年10月9日          | 0.661 |
| 在狩獵類疣豬生物時，牙始終搶走矛的獵物，這導致矛對牙感到越來越煩躁。最終，矛與牙打了起來，並在過程中弄斷了長矛；雙方的對決被一旁的大蛇窩打斷，之後一場山洪將他們和蛇衝入一條沼澤河流；牙和矛在河流中各自對決襲來的蛇群，包括一條泰坦巨蟒生物。牙殺死了巨蟒，但儘管共同努力撐住，她和矛仍從瀑布上掉下來，導致矛在掉落時撞到了他的頭。牙將矛帶到岸邊，並將折斷的長矛在矛清醒時還給他。他們和解並繼續旅程，以團隊合作的方式狩獵食物。 |    |              |                                      |                                                                  |                        |       |
| 3 | 3  | 酷寒之死     | 大衛·克蘭茲                          | 布萊恩·安德魯斯、達里克·巴赫曼、大衛·克蘭茲＆格恩迪·塔塔科夫斯基 | 2019年10月10日         | 0.573 |
| 在暴風雪中，一頭年邁的猛獁象從象群脫隊，隨後被矛和牙殺死。矛盡可能多地從猛獁象身上採集肉，並利用一根象牙拉著一個臨時搭建的雪橇。死去的猛獁象遭劍齒犬生物掠食，直到象群前來阻止死去的長者受到褻瀆，並順著雪橇的軌跡向矛和牙牙發起進攻。矛和牙試圖將牠們擊退，但寡不敵眾。當矛遭到象群圍攻時，用上老猛獁象的象牙保護自己，接著發現象群看見象牙後停手。他將像牙歸還給象群，讓牠們平靜地離開並將象牙帶到象冢哀悼。 |    |              |                                      |                                                                  |                        |       |
| 4 | 4  | 血月下的恐怖 | 唐·尚克（Don Shank）＆格恩迪·塔塔科夫斯基     | 布萊恩·安德魯斯、達里克·巴赫曼＆格恩迪·塔塔科夫斯基              | 2019年10月11日         | 0.557 |
| 矛和牙從一群馳龍手中逃脫後，目睹紅色的月食發生，並碰上一群被巨大的紅蝙蝠襲擊的穴居人部落，這群穴居人似乎比矛更加原始。矛和牙試圖及退蝙蝠，但一隻蝙蝠帶走了矛，牙追了上去，但自己無法攀上高聳的石柱巢穴。牙看到兩隻蝙蝠從山頂冒出來時裝死，以誘引牠們將她帶到上方的巢穴中。在尋找矛的過程中，牙遇上一隻與蝙蝠共生的大蜘蛛；矛被牙釋放後殺死了蜘蛛。當大批蝙蝠群返回時，矛和牙藉由將蜘蛛網當成繩子安全地從柱子上下來。矛從穴居人手中取回他的長矛，並和牙將蝙蝠群一路帶到馳龍群與之廝殺；藉由馳龍甩開蝙蝠後，矛和牙逃向初升的太陽。 |    |              |                                      |                                                                  |                        |       |
| 5 | 5  | 猿人之怒     | 布萊恩·安德魯斯＆格恩迪·塔塔科夫斯基 | 布萊恩·安德魯斯、達里克·巴赫曼＆格恩迪·塔塔科夫斯基              | 2019年10月12日         | 0.654 |
| 矛和牙抵達一處看似平靜的綠洲而放鬆下來，但卻遭邪惡的猿人部落抓獲。猿人舉行了一場殘酷的鬥技對決，勝出的冠軍喝下一種使牠突變並強化的血清。牙被放到鬥技場上與冠軍搏鬥，但不敵對方。眼睜睜地看著牙被打得瀕臨死亡，矛從束縛中掙脫並喝下剩下的血清，讓他突變成一頭巨大的怪物。在殺死猿人冠軍後，矛一夜間殺光了部落剩餘的猿人。當矛最終恢復正常時，卻發現牙傷重到一動也不動。 |    |              |                                      |                                                                  |                        |       |
| 第2部 |    |              |                                      |                                                                  |                        |       |
| 6 | 6  | 獵物的氣味   | 布萊恩·安德魯斯                      | 布萊恩·安德魯斯、達里克·巴赫曼＆格恩迪·塔塔科夫斯基              | 2020年10月4日          | 0.442 |
| 在與猿人戰鬥的事件之後，矛嘗試照料牙，但發現猿人屍體引來了大量禿鷲，而造了一把新長矛及竹擔架，將牙帶離此處。途中，矛一邊試圖讓她恢復健康，一邊提防著野犬。隨著野犬越來越多，矛和牙被迫躲在一座山洞裡；矛還在當中對付食肉甲蟲。當大批野犬襲擊洞穴時，矛獨自與之交戰，直到牙恢復體力得以出來殲滅敵人。 |    |              |                                      |                                                                  |                        |       |
| 7 | 7  | 瘋狂瘟疫     | 大衛·克蘭茲                          | 布萊恩·安德魯斯、達里克·巴赫曼、大衛·克蘭茲＆格恩迪·塔塔科夫斯基 | 2020年4月1日（愚人節） | 0.539 |
| 7 | 7  | 瘋狂瘟疫     | 大衛·克蘭茲                          | 布萊恩·安德魯斯、達里克·巴赫曼、大衛·克蘭茲＆格恩迪·塔塔科夫斯基 | 2020年10月11日         | 0.404 |
| 一隻阿根廷龍被患病的副櫛龍感染了一種食肉病毒，突變成類似喪屍的狀態，為此發瘋般殺死了自己的族群。矛和牙意外闖入了牠們的領地，對屍橫遍野的此處感到驚訝，並隨即被喪屍龍追趕。喪屍龍摔落谷底後，矛和牙躲進一處山洞中過夜，並在中途醒來，試圖偷偷離開。突然，喪屍龍醒來繼續追趕他們。喪屍龍被困在狹窄的山溝一會後，再度跨越熔岩平原追了上來。最後，喪屍龍因自身重量而跌落岩漿中，矛和牙目睹了牠被火化的過程。 |    |              |                                      |                                                                  |                        |       |
| 8 | 8  | 受詛巫會     | 小山渚（Nagisa Koyama）＆格恩迪·塔塔科夫斯基      | 布萊恩·安德魯斯、達里克·巴赫曼＆格恩迪·塔塔科夫斯基              | 2020年10月18日         | 0.464 |
| 矛和牙在一場儀式上遇到了一個原始人類女巫部落。部落首領使用黑暗魔法，竊取男性穴居人的精髓，生下了一名女嬰，當作女兒送給了一名追隨者。女巫們發現了矛和牙並展開追擊，矛被捉住，而牙則被其中一位女巫露拉（Lula）用魔法控制。露拉魔法穿越到矛和牙的過去，觀看降臨在他們身上的悲劇。這令她想起過去失去了一名從懸崖上掉下來的女兒，最後她心軟解救了矛和牙，並拖延首領來讓他們逃走。矛和牙逃進叢林時發覺露拉已死而悲痛。在另一個世界，露拉與女兒團聚。 |    |              |                                      |                                                                  |                        |       |
| 9 | 9  | 夜間掠食者   | 格恩迪·塔塔科夫斯基                  | 達里克·巴赫曼＆格恩迪·塔塔科夫斯基                               | 2020年10月25日         | 0.355 |
| 矛和牙找到了一具死狀悽慘的斯劍虎殘骸，下手者不明，矛想要一探究竟，牙卻嚇得逃跑。第二天晚上，一隻神秘生物飛快地屠殺了一群準角龍，在附近聽見大屠殺的矛試圖干預，但牙阻止了他。第二天，叢林颳起大風，矛和牙聽到了奇怪的尖叫聲。夜裡，他們察覺那隻神秘生物將襲來，迫使他們逃進了一片迷霧籠罩的森林，神秘生物追了上來。儘管看不見敵人樣貌，但牙仍傷到了對方。當該生物發出震耳欲聾的尖叫聲時，矛發現對方的弱點是光，並用點燃的長矛加上牙的合作，製造出火圈困住神祕生物，最後該生物被他們的火燒死。死前短暫地揭曉該生物的真面目其實是類似重爪龍或鐮刀龍的獸腳亞目恐龍。                                                                                                   |    |              |                                      |                                                                  |                        |       |
| 10 | 10 | 蠍子的奴隸   | 大衛·克蘭茲                          | 布萊恩·安德魯斯、達里克·巴赫曼、大衛·克蘭茲＆格恩迪·塔塔科夫斯基 | 2020年11月1日          | 0.348 |
| 矛和牙在捕魚時遇到了一名神秘的禿頂女穴居人，她被木領和金屬臂環束縛著，後腦勺上有蠍子紋身。矛殺死了她正在躲避的上龍。矛和牙對她很感興趣，允許對方結伴旅行。這位女士展示了她烹飪和射箭的才能，每天晚上，矛都會看到她向月亮祈禱。矛和牙幫助她解開束縛後，女士稱自己為米拉（Mira），並透過她的母語和沙畫的結合，向矛解釋自己的族人被入侵者奴役，而自己是唯一逃脫的人。三人在山洞里扎營，米拉透露她向月亮祈禱是為家人安全祈禱的一種方式。第二天早上，米拉被一群猿人綁架，矛與牙追趕米拉，卻發現猿人已被箭射死，且地上留下奇怪的腳印。來到海岸邊，矛和牙目睹一艘船駛離岸邊，船帆上有著與米拉後腦勺相同的蠍子圖案。他們只能眼睜睜地看著米拉被帶走，矛第一次說出了米拉的名字。 |    |              |                                      |                                                                  |                        |       |

### 第二季（2022年）
| 總集數 | 集數 （季） | 標題         | 編劇與分鏡作者                   | 故事創作                           | 首播日期      | 美國收視人數 （百萬） |
| --- | ----------- | ------------ | -------------------------------- | ---------------------------------- | ------------- | --------------------- |
| 11 | 1           | 絕望之海     | 格恩迪·塔塔科夫斯基              | 達里克·巴赫曼＆格恩迪·塔塔科夫斯基 | 2022年7月22日 | 0.180                 |
| 米拉被帶走後，見狀的矛想要解救她，不斷呼喊她的名字並追逐早已駛離的船隻，但仍無能為力。矛堅持不肯放棄，與牙臨時打造一個木筏。兩人啟航，矛和牙合力划水讓木筏前進。矛與牙感到筋疲力盡，決定休息一夜。隔天矛嘗試尋找食物。隨後兩人設法獵捕一隻巨型的古巨龜，矛和牙飽餐一頓後將牠的殼作為遮蔽物使用。矛與牙漂流了數日，正當捕捉大量飛翼魚和鄧氏魚時，他們的木筏碰上暴風。隨後在獵殺鳥掌翼龍時遇到將要摧毀他們的木筏的巨齒鯊。矛和巨齒鯊展開一番搏鬥，矛設法弄瞎鯊魚，但猛烈的海浪將他和牙分離。牙被沖上一處未知的海灘，醒來後獨自尋找矛。 |             |              |                                  |                                    |               |                       |
| 12 | 2           | 命運之影     | 大衛·克蘭茲＆格恩迪·塔塔科夫斯基 | 達瑞克·巴赫曼＆格恩迪·塔塔科夫斯基 | 2022年7月22日 | 0.167                 |
| 牙與矛在一片陌生的大地分離後，她探索周圍的環境，並遇到一隻帶有紅灰斑紋的暴龍「紅」，起初兩隻暴龍正為獵殺埃及重腳獸競爭，最終與牠成為朋友。同時失去意識並受了重傷的矛跑到岸上，被凱爾特戰士發現，他們將矛帶進他們的村莊。矛被一位獨眼的女藥師驚醒，他試圖在戰士們的追趕下逃離，但被酋長阻止，並提供矛食物和水。藥婦治療他的傷口時，牙和紅襲擊村莊。矛和牙在他和戰士們與恐龍戰鬥之前短暫重聚，隨後恐龍摧毀村莊的一部分。牙試著保護矛免受攻擊，卻意外殺死她新交的朋友。在哀悼死去的紅後，沮喪的牙不顧酋長的懇求，帶著悔恨的矛離開村莊。 |             |              |                                  |                                    |               |                       |
| 13 | 3           | 人類的黎明   | 格恩迪·塔塔科夫斯基              | 達瑞克·巴赫曼＆格恩迪·塔塔科夫斯基 | 2022年7月29日 | 0.205                 |
| 矛躲入山洞中避雨，激勵仍在悼念紅龍的牙再次振作，同時發現洞穴的壁畫。隔天他發現一處充滿動物與人的壁畫的山谷。在荒廢的村莊獲得新的長矛後，矛開始尋找自我以及牙。當天深夜，兩人被巨熊上方的角戰士攻擊。矛雖然受了傷，但他們還是設法擊敗他們的敵人。矛認出其中一名戰士盾牌上的蝎子印記，大喊米拉的名字，導致對方逃走。在牙殺死他前，兩人追上前去，矛的長矛被弄壞後，奪走了那名戰士的劍。隨後兩人沿著熊的足跡來到一個營地，矛在此處找到一群奴隸並與米拉團聚，米拉很高興聽見他說話。矛試圖帶著米拉離開，但她拒絕丟棄她族人。兩人帶著其他人離開村莊，矛隨後聽見附近的霧中有個東西正在咆哮。                                                                                                 |             |              |                                  |                                    |               |                       |
| 14 | 4           | 赤霧         | 馬克·安德魯斯                    | 達瑞克·巴赫曼＆格恩迪·塔塔科夫斯基 | 2022年8月5日  | 0.231                 |
| 維京人和他們的南美熊從霧中現身時，米拉和其族人被迫鞠躬，激怒了矛。矛和牙開始合力與對方戰士交戰，隨後演變成全村的維京人出動參戰；米拉帶族人們趁亂離開。牙被名為莉卡的女戰士重傷，而矛意外殺了攻擊自己的小孩，該名小孩也是莉卡的孩子。矛和牙在紅霧的掩護下打算逃跑，但維京人窮追不捨，仍執意發動攻擊，令勃然大怒的矛和牙殺死了其餘的戰士族，然後和米拉一起乘偷來的船逃跑。維京酋長和長子艾爾達乘著另一艘船載著奴隸的船回村，但發現村子已滅絕，酋長因失去妻子莉卡和小兒子。而變得悲痛欲絕。他們埋葬自己的氏族、釋放船上的奴隸、為死去的家人舉行儀式船葬，最後決定出航追捕屠村者。 |             |              |                                  |                                    |               |                       |
| 15 | 5           | 史前的論說   | 格恩迪·塔塔科夫斯基              | 達瑞克·巴赫曼＆格恩迪·塔塔科夫斯基 | 2022年8月12日 | 0.310                 |
| 在1890年的英國，一個名為查爾斯的生物學家嘗試為他的演化論辯護，但沒有成功辯過他的同事科學家達林頓勳爵、布萊克利、伯蒂和吉魯。查爾斯推論在條件許可下，任何人為了生存都將退回至他們原始的根源。此時一個囚犯逃出附近的收容所逃脫並闖入屋內，將管家殺害，開始追殺屋內的所有人。隨著天色漸暗，倖存者們拿起達林頓收藏的如槍、劍和箭矢等武器。客人們一個接一個被蠻橫的瘋子殺害，只剩下查爾斯和達林頓。他們追著囚犯來到溫室，但他壓在他們身上，並開始蠶食查爾斯。達林頓失去理智，用一根巨大的骨頭瘋狂攻擊囚犯，再將矛作為武器，並在殺死囚犯前發出一聲原始的尖叫。最後達林頓回過神來，看著身受重傷、認為自己的理論被證實的查爾斯。                                                             |             |              |                                  |                                    |               |                       |
| 16 | 6           | 維達爾       | 格恩迪·塔塔科夫斯基              | 達瑞克·巴赫曼＆格恩迪·塔塔科夫斯基 | 2022年8月19日 | 0.271                 |
| 米拉在乘船上河時照顧受傷的矛和牙。酋長及兒子也乘船追上來並發動攻擊，雙方展開短暫交手，但酋長為了救兒子而雙雙落河。矛、牙和米拉靠岸，並合力拉維京人的船上岸。三人被迫靠岸修理船，在此期間，矛得知牙在與紅相處後即將分娩，並熱切地幫助她做好準備，但連矛都不得接近牙的蛋。與此同時，酋長救起艾爾達並照顧他們的傷勢。那天晚上，酋長夢到了一名不祥的長角人物並驚恐醒來。隔天，父子各自馴服了巨型阿根廷巨鷹，攻擊矛、牙和米拉。矛和米拉也登上他們的巨鷹展開空戰，牙則留在地面保護產下的三顆蛋。矛擊倒了酋長，雖然後者倖存下來，但目睹了艾爾達墜落在河石上身亡。失去了最後家人的酋長一無所有，悲傷地任由自己被河水沖走。矛和米拉回到地面與牙團聚，牙終於允許矛接近自己的蛋。               |             |              |                                  |                                    |               |                       |
| 17 | 7           | 巨像，第一部 | 大衛·克蘭茲＆格恩迪·塔塔科夫斯基 | 達瑞克·巴赫曼＆格恩迪·塔塔科夫斯基 | 2022年8月26日 | 0.216                 |
| 在岸上醒來的酋長屈服於傷勢並等待瓦爾基麗將自己帶到瓦爾哈拉，但卻被類似地精的生物拖到地下世界並帶到一名惡魔實體面前，後者提出將艾爾達的靈魂歸還給他，以換取矛和牙的靈魂。酋長同意並被化身成全身著火的樣子。與此同時，米拉、矛和牙起航，打算與米拉的族人團聚，但名為鬥獸號（Colossaeus）的巨大船隻靠近，大批埃及戰士襲來。矛和米拉迎戰，並與敵方的奴隸戰士卡瑪交手；牙的一顆蛋在過程中遭摧毀，埃及女王伊瑪將剩餘的兩顆蛋劫為人質，導致矛、牙和米拉被捕，連同卡瑪一起被關押在鬥獸號的牢房。伊瑪利用牙的蛋逼迫矛和牙上戰場，與埃及士兵一起進攻巴比倫城市。儘管不情願，但當巴比倫國王從宮殿中現身時，兩人成功地衝破了城門。                                                                         |             |              |                                  |                                    |               |                       |
| 18 | 8           | 巨像，第二部 | 格恩迪·塔塔科夫斯基              | 達瑞克·巴赫曼＆格恩迪·塔塔科夫斯基 | 2022年9月2日  | 0.246                 |
| 重生的酋長從冥界返回人世間並開始尋找矛一行人。在伊瑪的士兵殺死巴比倫國王後，矛發現卡瑪的女兒被女王當成人質，導致前者被迫參戰。矛和牙入侵羅馬、中國和布列塔尼人的土地並與一支非利士艦隊交戰；四處征戰的途中，他們遇到一群願意主動進貢的印度人，但伊瑪仍強迫卡瑪屠殺手無寸鐵的村民。當晚，矛逃出牢房，登上伊瑪的宮殿，發現伊瑪強迫米拉在自己、卡瑪的女兒和龍蛋面前跳舞。當米拉救出蛋和卡瑪的女兒時，大批守衛與矛交戰。戰鬥中途，龍蛋孵化並哭泣，令牙衝出牢房到甲板上。卡瑪也前來查看混亂，寡不敵眾的一行人被迫交出牙的幼崽和卡瑪的女兒，而伊瑪則以期望的眼神注視著卡瑪。 |             |              |                                  |                                    |               |                       |
| 19 | 9           | 巨像，第三部 | 大衛·克蘭茲                      | 達瑞克·巴赫曼＆格恩迪·塔塔科夫斯基 | 2022年9月9日  | 0.308                 |
| 閃回詳細描述了在伊瑪的軍隊入侵之前，卡瑪和女兒於非洲部落中和平生活。現今，矛、牙和米拉被捕，伊瑪命令卡瑪處決牙，但卡瑪在考慮是否服從後釋放了牙。矛、牙和米拉再次擊退士兵們，牙與幼崽團聚。伊瑪試圖殺死卡瑪的女兒，但卡瑪及時救走後者，並在鬥獸號下層甲板發現自己部落的奴隸們。矛與伊瑪交手但處於下風，牙的一隻幼崽遭箭射傷，導致米拉和矛決定帶著兩隻幼崽跳下船，牙也隨即跟上。卡瑪開始與士兵交手，激勵族人掙脫束縛，開始反抗埃及軍隊；卡瑪回到上層甲板將伊瑪丟下船，落在矛三人劫來的奴隸小船上摔死。在揚帆遠航之前，矛和卡瑪以眼神示意和解。卡瑪的部落正在船上康復，但他和女兒看見惡魔酋長在水面上行走，跟隨矛一行人的蹤跡。                                                         |             |              |                                  |                                    |               |                       |
| 20 | 10          | 永恆的回聲   | 格恩迪·塔塔科夫斯基              | 達瑞克·巴赫曼＆格恩迪·塔塔科夫斯基 | 2022年9月16日 | 0.280                 |
| 矛在船上夢回了童年時期，一群劍齒虎襲擊了他的部落並殺死了父親，然後他殺死了野獸並成為了部落的新領袖。矛一行人來到米拉的家鄉，米拉回憶起維京人如何殺死自己的親人並奴役她，以及她如何在暴風雨的掩護下逃離。第二天早上，米拉與她的努比亞人部落團聚。一行人在一座山洞里扎營，矛和米拉一起向月亮祈禱。那天晚上，米拉的父親決定舉行慶祝活動，之後米拉為矛、牙及其幼崽安置在一間房裡。第二天，惡魔酋長襲擊了村莊，利用自身的火焰力量及變形能力壓制了矛和牙；酋長將他們逼到山頂後，矛不顧自己嚴重燒傷而與對方一起滾落山崖下方。不久後，惡魔實體將酋長拖回冥界。村里的薩滿試圖治療矛但無能為力。米拉望向矛在牆上的繪畫後被矛呼喚，兩人發生性行為。多年後，牙和她成年的後代陪伴著米拉及其女兒。 |             |              |                                  |                                    |               |                       |

### 第三季
| 總集數 | 集數 （季） | 標題   | 編劇與分鏡作者 | 故事創作 | 首播日期 | 美國收視人數 （百萬） |
| ------ | ----------- | ------ | -------------- | -------- | -------- | --------------------- |
| 待公佈 | 待公佈      | 待公布 | 待公佈         | 待公佈   | 待公佈   | 待定                  |
| 待公佈 | 待公佈      | 待公布 | 待公佈         | 待公佈   | 待公佈   | 待定                  |
| 待公佈 | 待公佈      | 待公布 | 待公佈         | 待公佈   | 待公佈   | 待定                  |
| 待公佈 | 待公佈      | 待公布 | 待公佈         | 待公佈   | 待公佈   | 待定                  |
| 待公佈 | 待公佈      | 待公布 | 待公佈         | 待公佈   | 待公佈   | 待定                  |
| 待公佈 | 待公佈      | 待公布 | 待公佈         | 待公佈   | 待公佈   | 待定                  |
| 待公佈 | 待公佈      | 待公布 | 待公佈         | 待公佈   | 待公佈   | 待定                  |
| 待公佈 | 待公佈      | 待公布 | 待公佈         | 待公佈   | 待公佈   | 待定                  |

## 製作

### 概念及發展
根據格恩迪·塔塔科夫斯基所述，《原始戰記》是自己早期不喜歡的廢棄之作，但隨著他越來越熟悉依據什麼來吸引觀眾後，開始嘗試以無對白和慢步調的運用來製作動畫。塔塔科夫斯基還表示，在《德克斯特的實驗室》之後放緩了創作動畫的動力；直到開始製作《傑克武士》第五季後才找回了感覺。《原始戰記》靈感來自蛮王柯南和經典紙漿雜誌，以及諸如《神鬼獵人》（2015年）等電影。塔塔科夫斯基表示，該劇「打破規則」地「將一個人和一隻恐龍放在一塊」，所以認為人們不會認真對待這部作品；強調這是兩位截然不同但因悲劇而聯繫在一起的角色所上演的「夥伴」之旅。

## 發行
動畫第一季共播出10集。2020年8月31日，官方宣佈續訂第二季，同樣播出10集。

## 備註
1. ↑  在〈蠍子的奴隸〉一集前，人物從未開口說過話。
2. 1 2 3  米勒、佩爾弗瑞和索爾徹是隸屬卡通频道工作室的執行製片人。
3. 1 2  拉佐和克羅福德是隸屬威廉姆斯街的執行製片人。
4. ↑  本集於2019年10月4日首次線上發布。

## 外部連結
- 官方网站
- 互联网电影数据库（IMDb）上《原始戰記》的资料（英文）
- 互联网电影数据库（IMDb）上《原始戰記：野蠻故事》的资料（英文）